# Gijsbert V. Bronkhorstski
Gijsbert V. Bronkhorstski (nemško: Gisbert V von Bronckhorst ; nizozemsko: Gijsbert V van Bronckhorst     ok. 1316 ; † 1356) je bil gospod Bronkhorstski (1328–1356) in Batenburški (1351–1356).
Bil je najstarejši sin Viljema III. Bronkhorstskega († 1328) in njegove žene Johane Batenburške († 1351), hčerke Dirka IV. Batenburškega († 1311) in Matilde (* 1268). Bil je vnuk Gijsberta IV. Bronkhorstskega -Batenburškega († 1315) in Elizabete Steinfurtske († 1347).
Bil je brat Katarine (* ok. 1298), poročene ok. 1319 z Rudolfom IV. Zinderenskim (* ok. 1295), Didriha († ok. 1351), gospoda Batenburškega, in Baldvina Bronkhorstskega († 1347), ki je bil v službi vojvode Reinalda I. Gelderskega.

## Družina
Gijsbert V. Bronkhorstski se je poročil s Katarino Leefdaelsko († 13. april 1361), hčerko Rogerja Leefdaelskega, bruseljskega gradiščanskega grofa, sodnega upravitelja Brabanta († 1333), in grofice Neže Kleveške (* 1290), hčerke grofa Ditriha Lufa II. Kleveškega. Imela sta naslednje otroke: 
- Viljem IV. Bronkhorstski († 12. marec 1410), gospod Bronkhorstski, gradiščanski grof Nijmegena, se je novembra 1365 poročil s Kunigundo Meursko († 1417)
- Dirk Bronkhorstski-Batenburški († 27. september 1407), gospod Batenburški, vitez, poročen septembra 1362 z Elizabeto Uttenhofensko († ok. 1407)
- Elizabeta Bronkhorstska († 2. september 1413), poročena z Alardom V/VI Bürenskim-Boisingenskim († 1409)
- Elizabeta II. Bronkhorstska († 15. junij 1381), poročena z Henrikom II. Wiškim († 1387/139)
- Gijsbert Bronkhorstski († ok. 1401), poročen (I.) s Henriko Borkelsko, (II.) februarja 1360 za neznano žensko
- Rüdiger Bronkhorstski († 143?), kanonik v Kölnu (1381 – 1419)
- Janez Bronkhorstski († po 1381), kanonik v Kölnu, 1368 župnik v cerkvi sv. Petra v Utrechtu.

Gijsbert V. Bronkhorstski se je 23. aprila 1344 drugič poročil z neznano žensko in imel naslednje otroke: 
- Engelbreht Bronkhorstski
- Henrik Bronkhorstski
- Ditrih Bronkhorstski
- Bate/Beatrisa Bronkhorstska († u. 1. februar 1383), kanonica in opatinja Methelena

- Grb Battenburga/Batenburških
- Grb Bronkhorstskih-Batenburških
- Nekdanji dvorec v Bronkhorstu
- Battenburg 1674 (J. de Grave)
- Batenburg, ruševine 2015